# Яструби свободи Курдистану
Соколи свободи Курдистану (курд. Teyrêbazên Azadiya Kurdistan, TAK; тур. Kürdistan Özgürlük Şahinleri) — курдське націоналістичне збройне угруповання в Туреччині, яке бореться за незалежну курдську державу в південно-східній Туреччині.
Угруповання сформувалося і почало здійснювати теракти в 2004 році.